# 中国人民解放军陆军
中国人民解放军陆军，简称為解放军陆军、中国陆军，是中华人民共和国的陆上武装力量，也是中国人民解放军的第一军种與主体力量。从其前身中国工农红军自成立之时起，该军队在中国共产党與中华人民共和国历史上就发挥重要影响力，并參與国共内战、朝鲜战争、中越战争等战争。
2015年深化國防和軍隊改革，中国人民解放军陆军领导机构正式成立。目前解放军陆军主要由5个战区陆军的13个集团军构成。每个战区下设2至3个集团军，每个集团军由6至7个合成旅及支援部队构成，约3万至6万兵力。13个集团军共下辖80个合成旅（包含兩个空中突击旅），以及隶属于新疆军区的4个独立合成师，和隶属于西藏军区的3个合成旅，故中国人民解放军陆军总计有83个合成旅和4个合成师，外加由中央军事委员会直接指挥的北京卫戍区。预备役部队受控于省政府，用于协助保护边境安全，随时等候征召，应对自然灾害。

## 历史

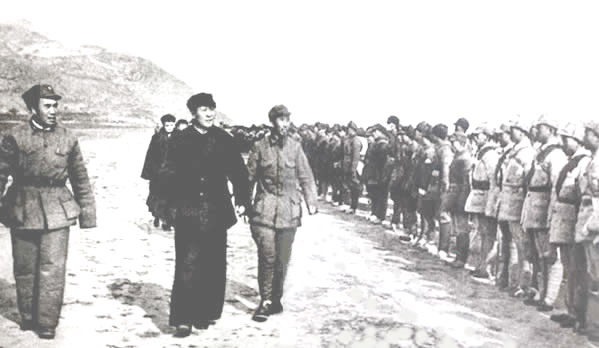
1944年11月10日，毛泽东、朱德在王震陪同下在延安机场检阅八路军南下支队。

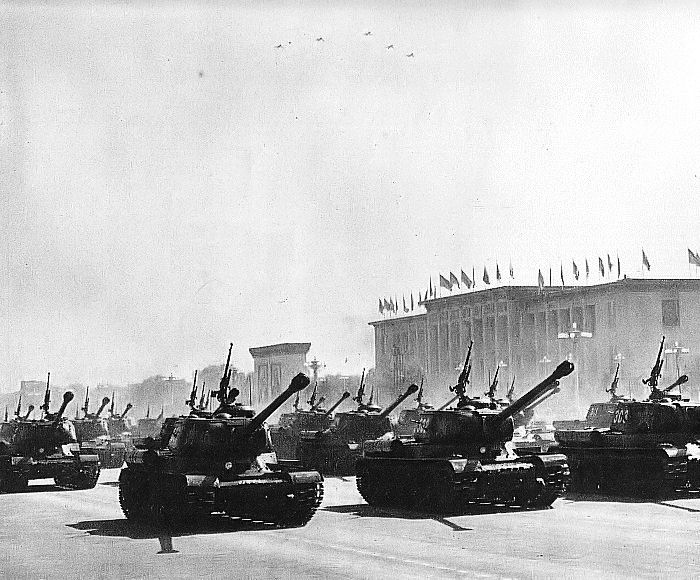
1959年，建国十周年阅兵展示的坦克部队。

1927年秋至1928年，中国共产党发动南昌起义、秋收起义、广州起义、湘南起义和湖北东部等地区的起义，中国共产党开始掌握了自己的武装力量，成立中国工农红军。1934年，中国工农红军在第五次反围剿战争中失败，通过长征到达陕西北部。1937年，为了实现全面抗日中国共产党同意接受国民政府的改编，将领导的武装被改编为“国民革命军第八路军”（八路军）与“国民革命军陆军新编第四军”（新四军）在抗日战争中不断成长。抗日战争期间，又成立了华南人民抗日游击队。1946年，中国共产党将率领的武装改称为中国人民解放军。
1948年11月1日，中共中央军委颁发《关于全军组织及部队番号的规定》，命令各野战军所辖纵队改称军，并规定军的番号排列数目为70个。1948年11月至1952年10月，中国人民解放军陆军共组建67个军。第56军、57军、59军一直没有组建过。
1984年，邓小平通过分析和判断当时国际战略格局和周边态势的发展趋势，提出了世界的主流是“和平与发展”、世界大战打不起来、军队建设指导思想要实行战略性转变、军队要为经济建设让路、「军队要忍耐」等意见。随后中华人民共和国政府宣布中国人民解放军将「百万大裁军」，允许并鼓励军队各级部队经商，同时开始组建陆军集团军，在士兵中大力开展「两用人才」培训，军事工业大规模关停并转或转民用。
1998年起，中华人民共和国政府开始禁止军队经商，并以逐年加大军费开支来建设军队。
2000年後，開始著眼於未來高科技多兵種聯合作戰思維，建成了亞洲最大的數字化戰術訓練基地朱日和戰術訓練基地，能提供師級陸軍對抗演習，並協同空軍、第二砲兵部队演練。
2013年4月，中华人民共和国国务院新闻办公室发表国防白皮书《中国武装力量的多样化运用》，其中载明：“陆军主要担负陆地作战任务，包括机动作战部队、边海防部队、警卫警备部队等。按照机动作战、立体攻防的战略要求，陆军积极推进由区域防卫型向全域机动型转变，加快发展陆军航空兵、轻型机械化部队和特种作战部队，加强数字化部队建设，逐步实现部队编成的小型化、模块化、多能化，提高空地一体、远程机动、快速突击和特种作战能力。陆军机动作战部队包括18个集团军和部分独立合成作战师（旅），现有85万人。集团军由师、旅编成，分别隶属于7个军区。”
在深化国防和军队改革中，2015年12月31日，中国人民解放军陆军领导机构、中国人民解放军火箭军、中国人民解放军战略支援部队成立大会在北京八一大楼举行，中共中央总书记、国家主席、中央军委主席习近平向陆军、火箭军、战略支援部队授军旗并致训词。成立大会上，中共中央政治局委员、中央军委副主席范长龙宣读习近平主席签发的中央军委关于组建陆军领导机构、火箭军、战略支援部队及其领导班子成员任职命令和决定。大会由中共中央政治局委员、中央军委副主席许其亮主持。这是首次成立中国人民解放军陆军领导机构。
2016年初，大军区撤销，三个战略地位特殊、配属作战部队的省级军区、卫戍区转隶陆军领导机构。
2016年10月，陆军下发《十大创新工程总体方案》，按照体系化设计、工程化推进的思路，抓好军事理论、装备技术、大数据建设等十大创新工程。
2017年，在深化国防和军队改革中，陆军18个集团军调整为13个，陆军现役员额首次降到百万以下。2017年，陆军实施院校改革，并接收了民兵预备役部队、边海防部队。

## 编制
2017年改革后，中国人民解放军陆军领导管理下列机构和直属单位：

### 职能部门
- 参谋部
- 政治工作部
- 后勤部
- 装备部
- 纪律检查委员会（监察委员会）

### 战区陆军机关
- 中国人民解放军东部战区陆军，机关驻福建福州。
  - 陆军第七十一集团军，驻江苏徐州。
  - 陆军第七十二集团军，驻浙江湖州。
  - 陆军第七十三集团军，驻福建厦门。
- 中国人民解放军南部战区陆军，机关驻广西南宁。
  - 陆军第七十四集团军，驻广东惠州
  - 陆军第七十五集团军，驻云南昆明。
- 中国人民解放军西部战区陆军，驻甘肃兰州。
  - 陆军第七十六集团军，驻青海西宁。
  - 陆军第七十七集团军，驻四川成都。
- 中国人民解放军北部战区陆军，驻山东济南。
  - 陆军第七十八集团军，驻黑龙江哈尔滨。
  - 陆军第七十九集团军，驻辽宁辽阳。
  - 陆军第八十集团军，驻山东潍坊。
- 中国人民解放军中部战区陆军，驻河北石家庄。
  - 陆军第八十一集团军，驻河北张家口。
  - 陆军第八十二集团军，驻河北保定。
  - 陆军第八十三集团军，驻河南新乡。

### 直属军区（卫戍区）
- 中国人民解放军新疆军区
- 中国人民解放军西藏军区
- 中国人民解放军北京卫戍区

### 直属单位
- 中国白城兵器试验中心（中国人民解放军第三十一试验训练基地）
- 中国华阴兵器试验中心（中国人民解放军第三十二试验训练基地）
- 中国人民解放军陆军研究院
- 中国人民解放军〇八一基地
- 中国人民解放军陆军军犬繁育训练基地
- 中国人民解放军陆军某工程维护总队[12]
- 反恐特種作戰大隊（刀鋒）

### 直属院校
- 中国人民解放军陆军指挥学院
- 中国人民解放军陆军工程大学
- 中国人民解放军陆军步兵学院
- 中国人民解放军陆军兵种大学
- 中国人民解放军陆军航空兵学院
- 中国人民解放军陆军特种作战学院
- 中国人民解放军陆军边海防学院
- 中国人民解放军陆军防化学院
- 中国人民解放军陆军军医大学

## 历任领导
| 司令员 1. 李作成 上将（2015年12月—2017年8月） 2. 韩卫国 上将（2017年8月—2021年6月） 3. 刘振立 陆军上将（2021年6月—2022年9月） 4. 李桥铭 陆军上将（2022年9月—） | 政治委员 1. 刘 雷 陆军上将（2015年12月—2022年1月） 2. 秦树桐 陆军上将（2022年1月—2024年12月） 3. 陈 辉 陆军上将（2024年12月—） |

| 副司令员 - 彭 勃 中将（2015年12月—2018年12月） - 尤海涛 中将（2015年12月—2021年3月） - 周松和 中将（2015年12月—2018年12月） - 潘良时 中将（2016年7月—？） - 张明才 中将（2018年5月—） - 刘发庆 中将（2018年10月—2021年12月） - 黄 铭 陆军中将（2019年6月—2021年8月） - 邓志平 陆军中将（2021年3月—） - 黎火辉 陆军中将（2021年12月—） - 毕 毅 陆军中将（2022年8月—） | 副政治委员 - 石 晓 少将（2015年12月—2016年5月） - 刁国新 中将（2016年8月—？） - 王文全 中将（2020年6月—2020年9月） - 汪利平 陆军中将（2020年12月—2021年6月） - 高 伟 陆军中将（2021年6月—） |

## 兵种

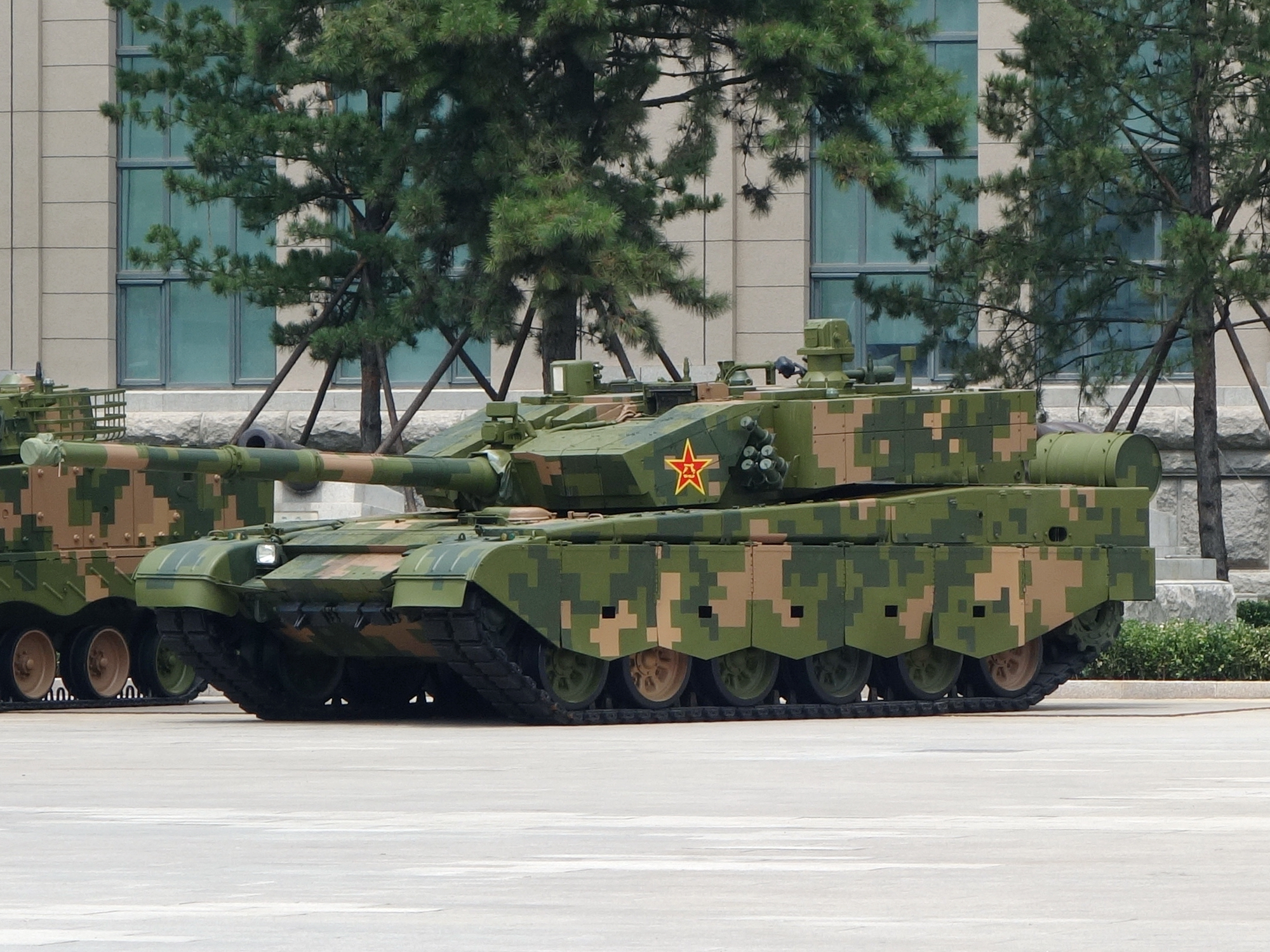
99式主战坦克

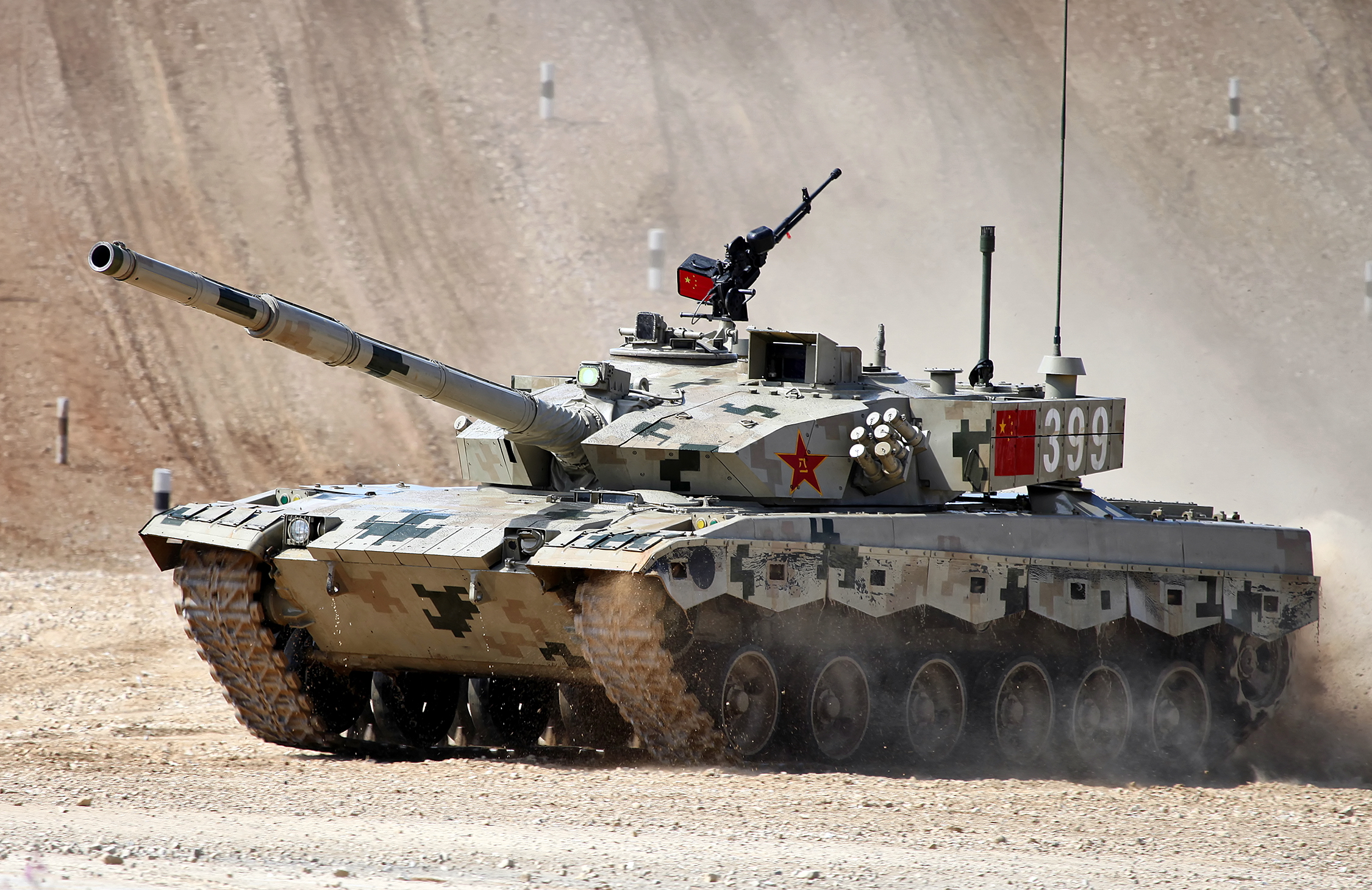
96式主战坦克

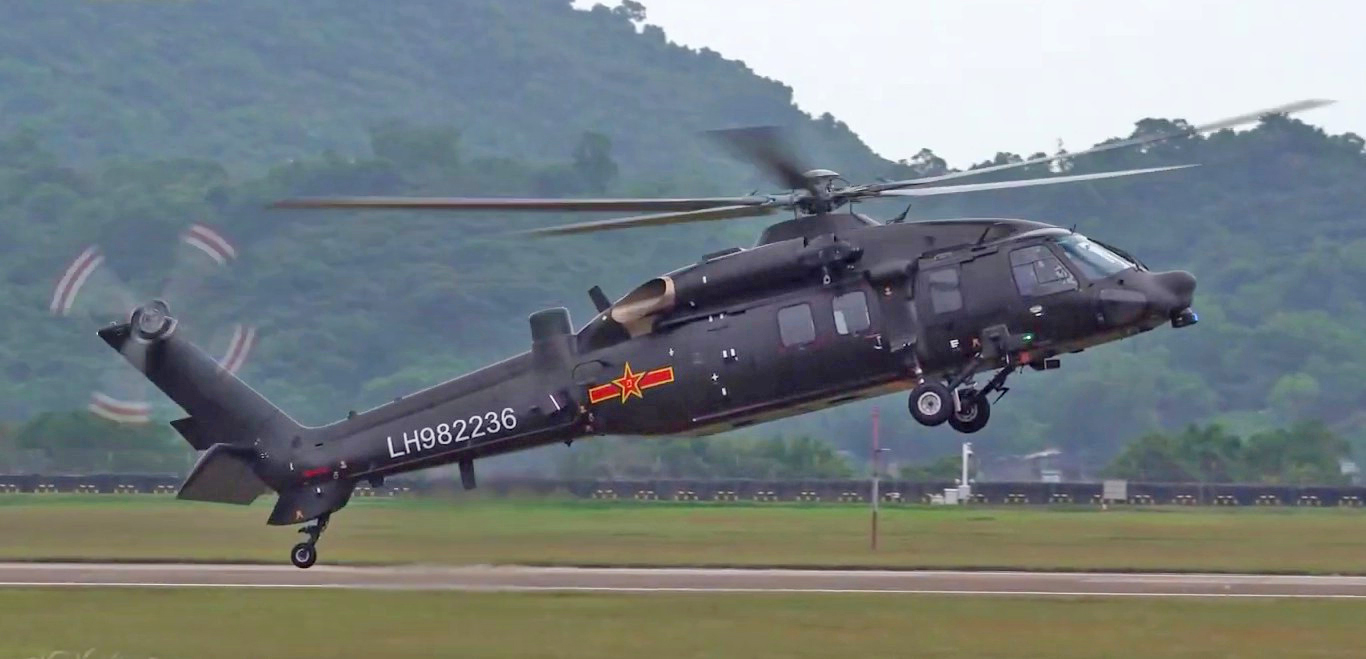
直-20通用直升機

直-10武装直升機

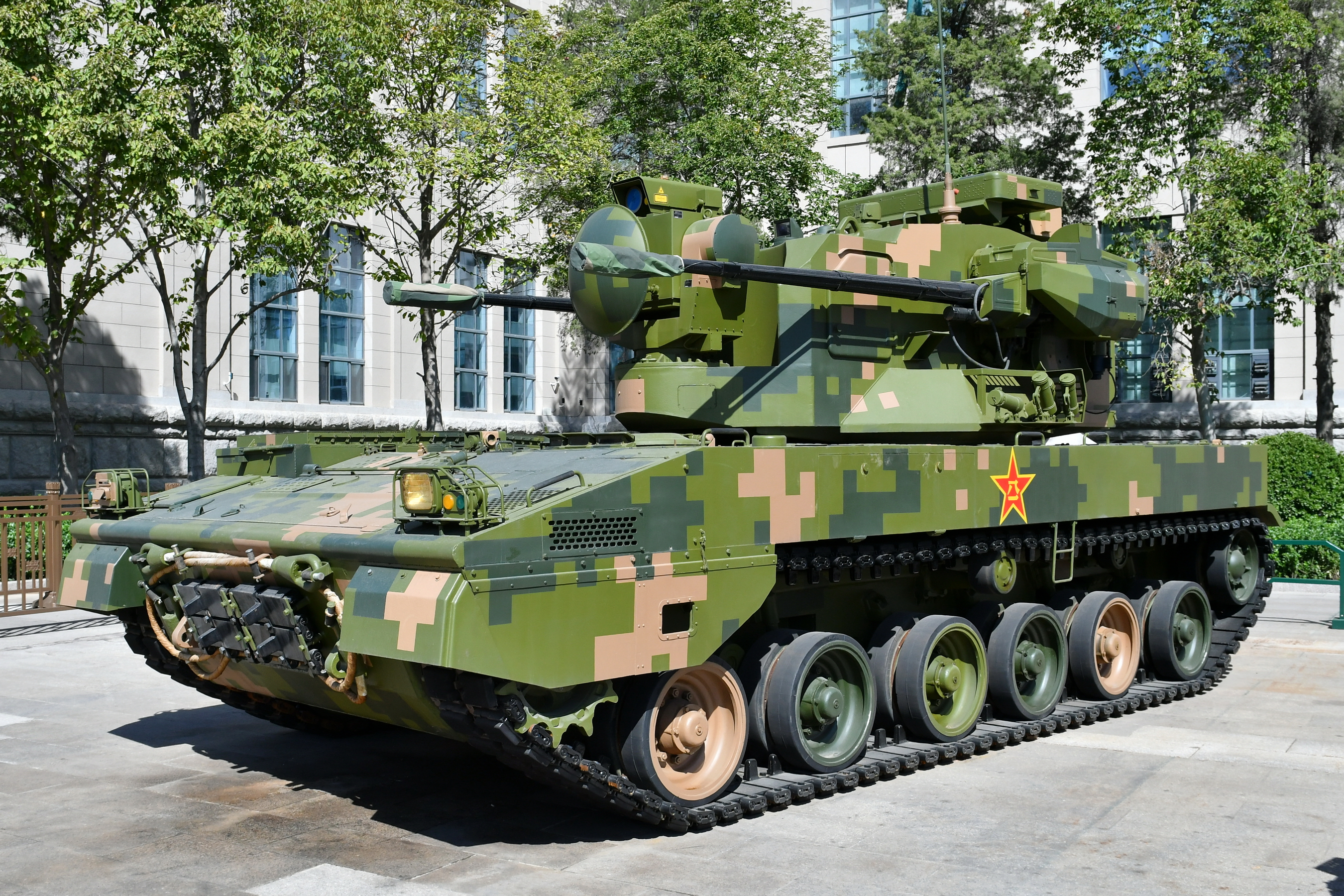
09式自行高射炮

中国人民解放军陆军现有数十个专业兵种，涵盖一百多种军事专业。中国陆军集团军的地面突击力量是由装甲兵、机械化步兵和摩托化步兵和陆军航空兵以及在电子对抗、信息化部队和陆军工程兵、防化学兵等保障部队共同组成的，拥有世界先进的96式主战坦克和99式主战坦克和强大的炮火突击力量。陆军航空兵、通信电子对抗、信息对抗、防化、两栖作战部队、战术导弹部队的实力正飞速发展。正向成长为世界先进陆军迅猛提高。

### 步兵
步兵是中国人民解放军及其前身的编制序列中最早的也是最基本的兵种之一。1948年9月，《关于中国人民解放军建军方针及部队编制问题的决定》确定中国人民解放军的正规军必须发展到210个步兵师，共计70个军。2017年，18个集团军再次精简调整为13个集团军，并启用第71至第83集团军的全新番号。
陆军步兵分为轻型高机动步兵、机械化步兵、山地步兵、空中突击步兵与防暴步兵五种。

### 装甲兵
到2022年，陆军装甲兵以坦克连、突击车连和装甲步兵连的形式存在于各级合成部队。原装甲师旅均被拆分或整编为重型合成旅。全陆军共有各类装甲车辆逾17,000辆。

### 炮兵
抗美援朝战争结束后，中国人民解放军炮兵先后参加了金门炮战，援助越南的防空作战，中国援老挝筑路的防空任务，以及中印边境自卫反击战、珍宝岛自卫反击战、对越自卫反击战。
陆军炮兵分为地面炮兵、火箭炮兵与反坦克炮兵。

### 陆军航空兵
1988年1月8日，中国人民解放军陆军第一支陆军航空兵部队在北京军区某集团军成立。陆军航空兵成立之初，从中国人民解放军空军接收了大批装备。

### 陆军防空兵
在建国后很长一段时间内，陆军并没有“防空兵”这个兵种，陆军防空的职责由高射炮兵承担，而高射炮兵则是炮兵的一个子兵种。
1987年8月，中国人民解放军颁发《合成军队战斗概则》，开始将高射炮兵、地空导弹部队合称为陆军防空兵。

## 装备
自2017年深化国防和军队改革以后，退役大量冷战时期的老旧或引进自苏联等外国的武器装备，并以更加信息化、现代化的国产装备取代之。据2022年统计，中国人民解放军共约有5,400辆主战坦克，750辆轻型坦克，1,000辆轮式突击炮，7,200辆步兵战车，4,350辆装甲输送车，900辆两栖步兵战车，2,910门自行火炮，至少1640门多管火箭炮和至少974架直升机等現役武器装备。